# Ext2Fsd
Ext2Fsd (сокр. от Ext2 File System Driver) - это драйвер поддержки файловых систем ext2, ext3 и ext4 для семейства операционных систем Microsoft Windows с открытым исходным кодом, доступный по лицензии GPL. Драйвер предоставляет возможность доступа на запись и на чтение разделов с данными файловыми системами. Написан на языке C.
Драйвер может быть установлен на Windows 2000, Windows XP, Windows Server 2003, Windows Vista, Windows 7, Windows 8, Windows 10, Windows Server 2008, Windows Server 2008 R2. Поддержка Windows NT была прекращена в версии 0.30.
Вместе с драйвером может быть установлена программа Ext2Mgr, предназначенная для управления буквами дисков.

## Возможности

### Таблица возможностей
|      | Запись | Чтение | Журналирование | Индекс каталога |
| ext2 | Да     | Да     | N/A            | N/A             |
| ext3 | Да     | Да     | Частично       | Да              |
| ext4 | Да     | Да     | Частично       | Да              |
| ---- | ------ | ------ | -------------- | --------------- |

### Поддерживаемые возможности Ext3/4
- изменяемый размер inode: от 128 байт до размера блока
- индексы каталогов:    поддержка htree индексов
- типы файлов:     дополнительные режимы файла в записи каталога (dentry)
- большие файлы:   поддерживаются файлы размером более 4 Гб
- быстрая проверка файловой системы при подключении и проверка контрольной суммы групп
- поддержка экстентов в режиме только чтения
- поддержка журнала: поддерживается только обработка данных из внутреннего журнала
- файловые ссылки: поддерживаются как символические (symlink), так и жесткие (hardlink)
- поддержка различных кодовых страниц: utf8, cp1251 и т.д.
- монтирование с правами указанного пользователя: предусмотрена возможность указать идентификатор пользователя (uid) и группы (gid)

### Неподдерживаемые возможности Ext3/4
- journal: действия на основе журнала операций, использование внешнего журнала
- Расширенные атрибуты файла EA, поддержка списков контроля доступа (ACL)

### Возможности, которые будут реализованы в будущем
- Улучшена поддержка экстентов
- Проверка расширенных атрибутов (EA) и списков контроля доступа (ACL)

## Внешние ссылки
- www.ext2fsd.com
- Старый сайт
- Ext2fsd на SourceForge